# Scutellaria alpina
La scutellaria delle Alpi (nome scientifico Scutellaria alpina L., 1753) è una pianta perenne spontanea dai fiori labiati appartenente alla famiglia delle Lamiaceae.

## Etimologia
Il nome generico (scutellaria) deriva da una parola latina il cui significato è  "un piccolo piatto, un vassoio o un piatto" e si riferisce ai sepali che appaiono in questo modo durante il periodo di fruttificazione (= depressione del calice fruttificato). L'epiteto specifico (alpina) fa riferimento alle origini relative alle regioni montuose delle Alpi, o in tutti i casi a quote elevate.
Il nome scientifico della specie è stato definito da Linneo (1707 – 1778), conosciuto anche come Carl von Linné, biologo e scrittore svedese considerato il padre della moderna classificazione scientifica degli organismi viventi, nella pubblicazione "Species Plantarum - Edition 2 - 599. 1753" del 1753.

## Descrizione

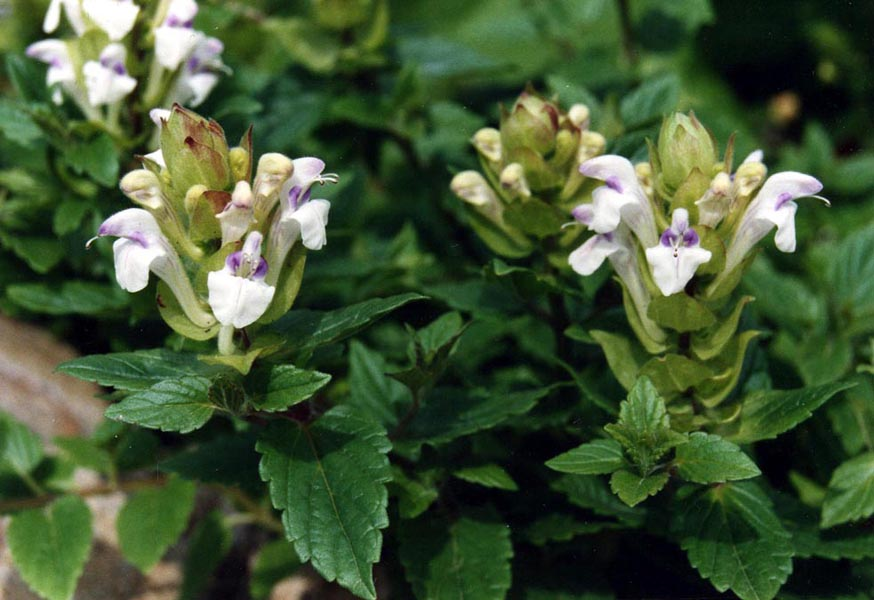
Il portamento

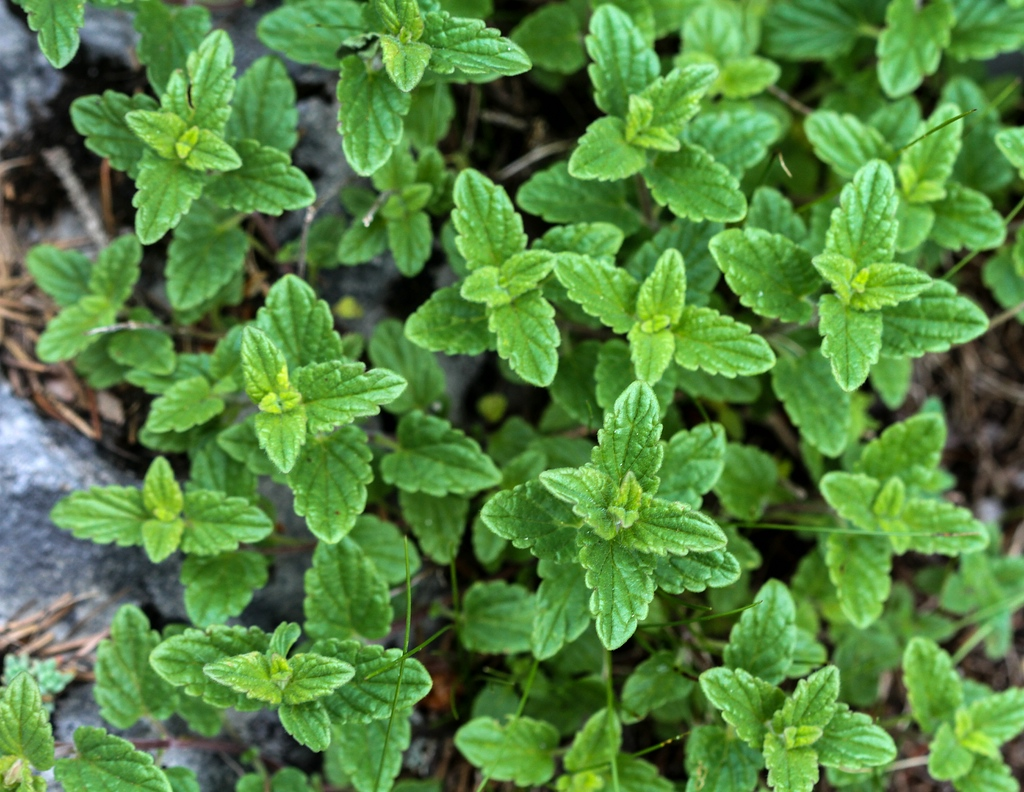
Le foglie

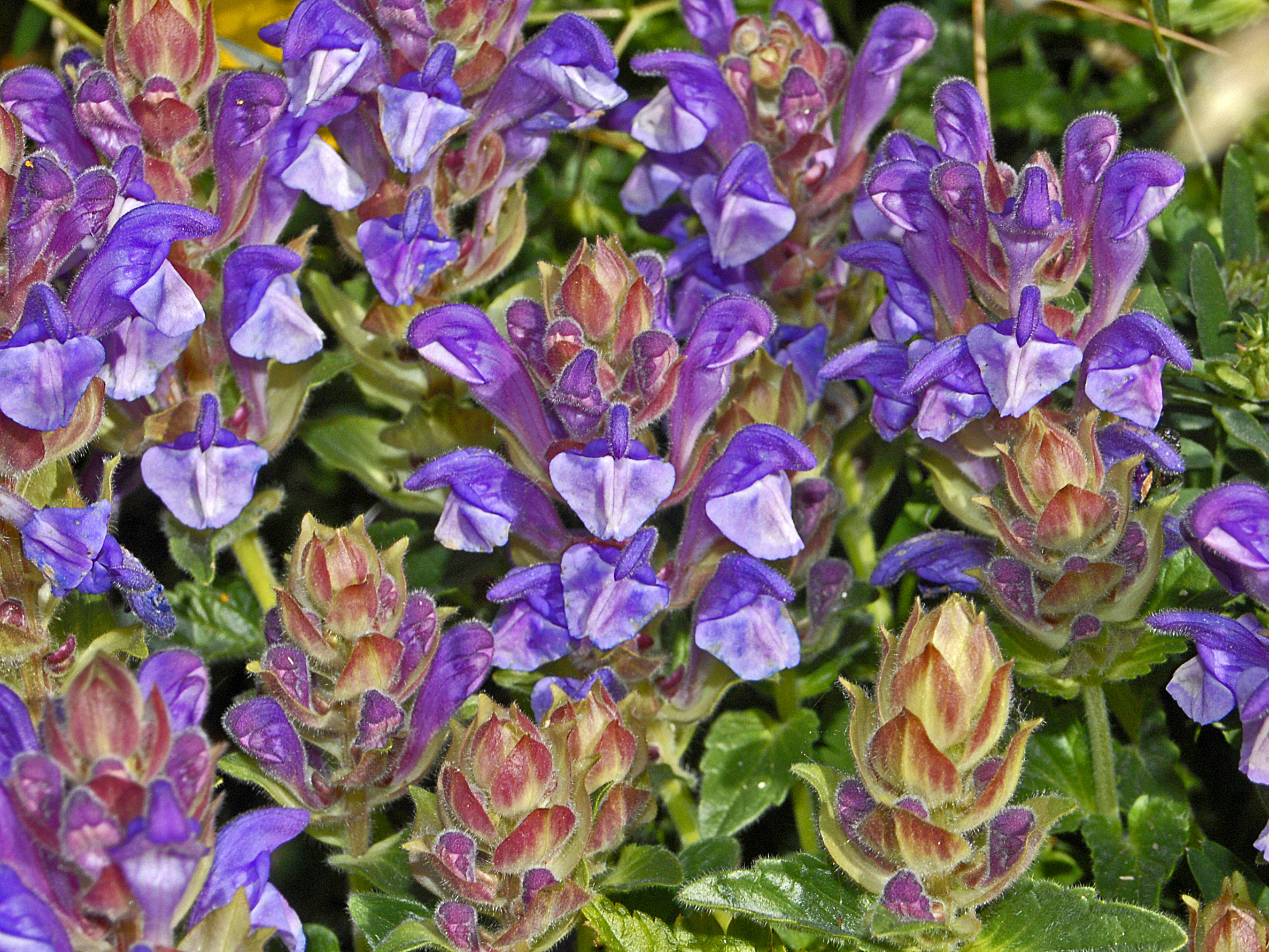
Infiorescenza

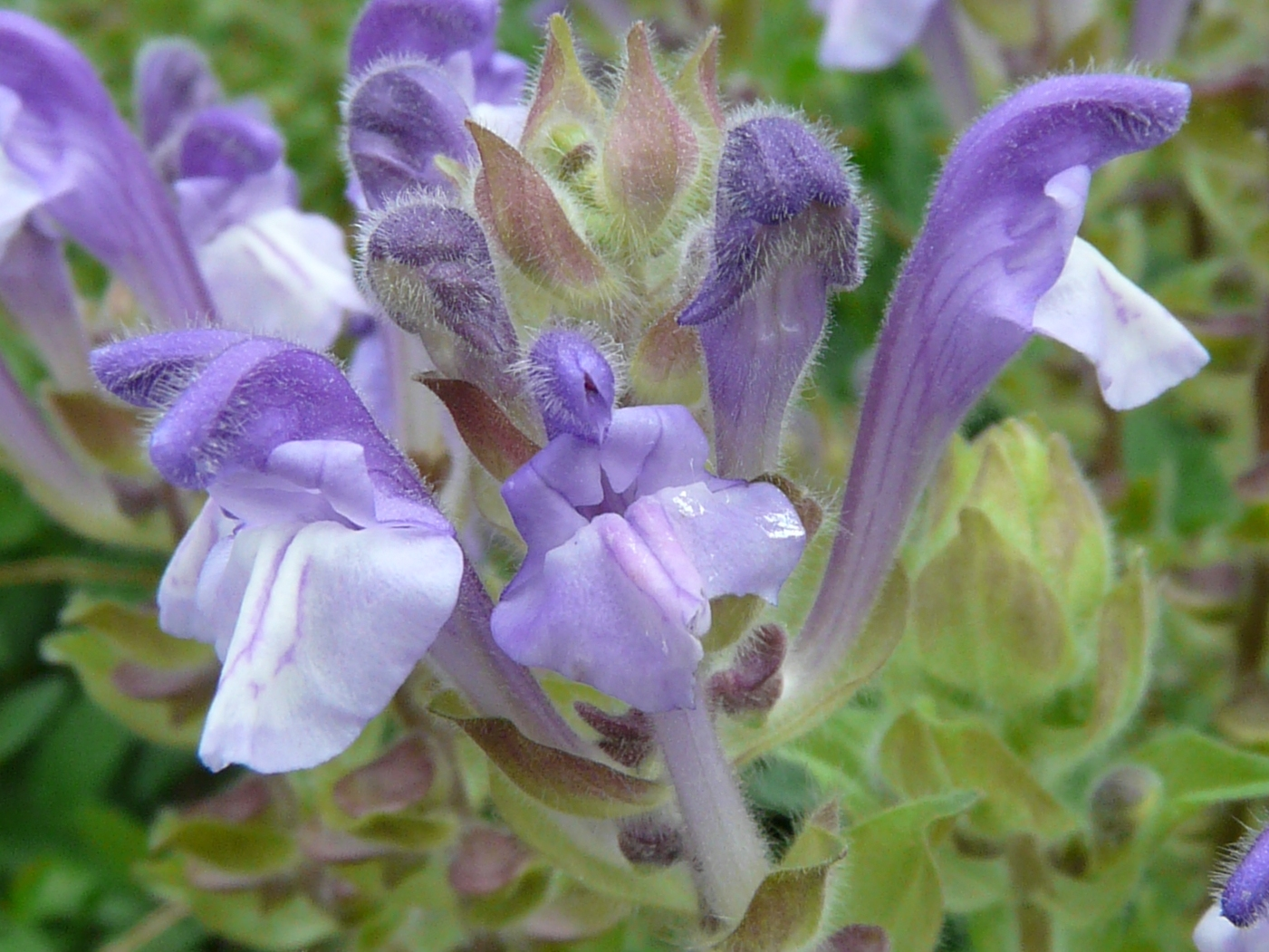
I fiori

Queste piante arrivano ad una altezza di 1 - 3 dm. La forma biologica è camefita suffruticosa (Ch suffr), sono piante perenni e legnose alla base, con gemme svernanti poste ad un'altezza dal suolo tra i 2 ed i 30 cm (le porzioni erbacee seccano annualmente e rimangono in vita soltanto le parti legnose).

### Radici
Le radici sono secondarie da rizoma.

### Fusto
La parte aerea del fusto è prostrato-ascendente (i fusti per pianta sono numerosi, sdraiati e poi raddrizzati). Alla base è legnosa mentre all'apice sono presenti dei peli patenti lunghi 1.0 - 1.4 mm. La sezione dei fusti è quadrangolare a causa della presenza di fasci di collenchima posti nei quattro vertici.

### Foglie
Le foglie sono disposte in modo opposto; quelle inferiori sono picciolate con una lamina lanceolata, dentata in modo acuto. Le foglie superiori sono progressivamente minori. La superficie è più o meno pelosa e colorata di verde scuro. Le stipole sono assenti. Lunghezza del picciolo: 3 – 8 mm. Dimensione delle foglie: larghezza 7 – 10 mm; lunghezza 15 – 20 mm. 

### Infiorescenza
Le infiorescenze sono formate da densi verticilli fiorali terminali a sezione quadrangolare di 2 – 4 cm. Nell'infiorescenza sono presenti delle brattee membranacee molto più piccole dei fiori con forme lanceolato-acuminate e margini interi. Dimensione delle brattee: larghezza 4 – 6 mm; lunghezza 8 – 13 mm. 

### Fiore
I fiori sono ermafroditi e tetraciclici (con i quattro verticilli fondamentali delle Angiosperme: calice– corolla – androceo – gineceo) e pentameri (ogni verticillo ha 5 elementi).
- Formula fiorale. Per la famiglia di queste piante viene indicata la seguente formula fiorale:

X, K (5), [C (2+3), A 2+2], G (2), supero, 4 nucule
- Calice: il calice è un tubo campanulato (i sepali sono 5 e sono concresciuti) e zigomorfo (l'apice termina in modo bilabiato). Le labbra sono intere e rotonde; a maturità rinchiudono il frutto e acquistano una forma a scodella o scudo (è presente una squama spugnosa sul dorso). Il calice è percorso da alcune nervature longitudinali ed ha una superficie vellutata-glandulosa. Il calice è accrescente. Lunghezza del calice (quasi quanto il peduncolo floreale): 5 – 6 mm.
- Corolla: la corolla a 5 petali è un lungo tubo terminante in modo bilabiato, ossia è una corolla gamopetala zigomorfa terminante con 4 lobi con struttura 3/1. Il tubo è diritto ma basalmente genicolato e allargato all'apice. Il labbro posteriore è trilobo e forma un casco; quello anteriore è indiviso. La corolla si allunga all'antesi. L'interno è privo dell'anello di peli caratteristico per questa famiglia. Il colore è purpureo o blu-violetto. Lunghezza della corolla: 2 – 3 cm.
- Androceo: gli stami sono 4, tutti fertili, didinami inclusi (terminano sotto il labbro inferiore della corolla). I filamenti sono ravvicinati e paralleli. Le antere interne sono biloculari con le teche da parallele a divergenti. Negli stami esterni una teca è abortita (stami monoloculari). La antere sono cigliate. La deiscenza avviene tramite una fessura longitudinale comune. I granuli pollinici sono del tipo tricolpato o esacolpato.
- Gineceo: l'ovario è supero (o semi-infero) formato da due carpelli saldati (ovario bicarpellare) ed è 4-loculare per la presenza di falsi setti divisori all'interno dei due carpelli. Gli ovuli sono 4 (uno per ogni presunto loculo), hanno un tegumento e sono tenuinucellati (con la nocella, stadio primordiale dell'ovulo, ridotta a poche cellule).[13]. Lo stilo inserito alla base dell'ovario (stilo ginobasico) è del tipo filiforme e più lungo degli stami. Lo stigma è bifido. Il nettario è un disco alla base e intorno all'ovario ed è ricco di nettare.
- Fioritura: da giugno a agosto.

### Frutti
Il frutto è un tetrachenio (uno schizocarpo composto da quattro nucule) secche. La forma è da ellissoidale a obovoidale o subglobosa, pubescente o glabra. La superficie è tubercolata. Il colore è grigiastro. I semi, di colore marrone scuro, sono sprovvisti di endosperma e sono piccolissimi con l'embrione ripiegato.

## Riproduzione
- Impollinazione: l'impollinazione avviene tramite insetti tipo ditteri e imenotteri (api e bombi), raramente lepidotteri (impollinazione entomogama).[14]
- Riproduzione: la fecondazione avviene fondamentalmente tramite l'impollinazione dei fiori (vedi sopra).
- Dispersione: i semi cadendo a terra (dopo essere stati trasportati per alcuni metri dal vento – disseminazione anemocora) sono successivamente dispersi soprattutto da insetti tipo formiche (disseminazione mirmecoria).

## Distribuzione e habitat

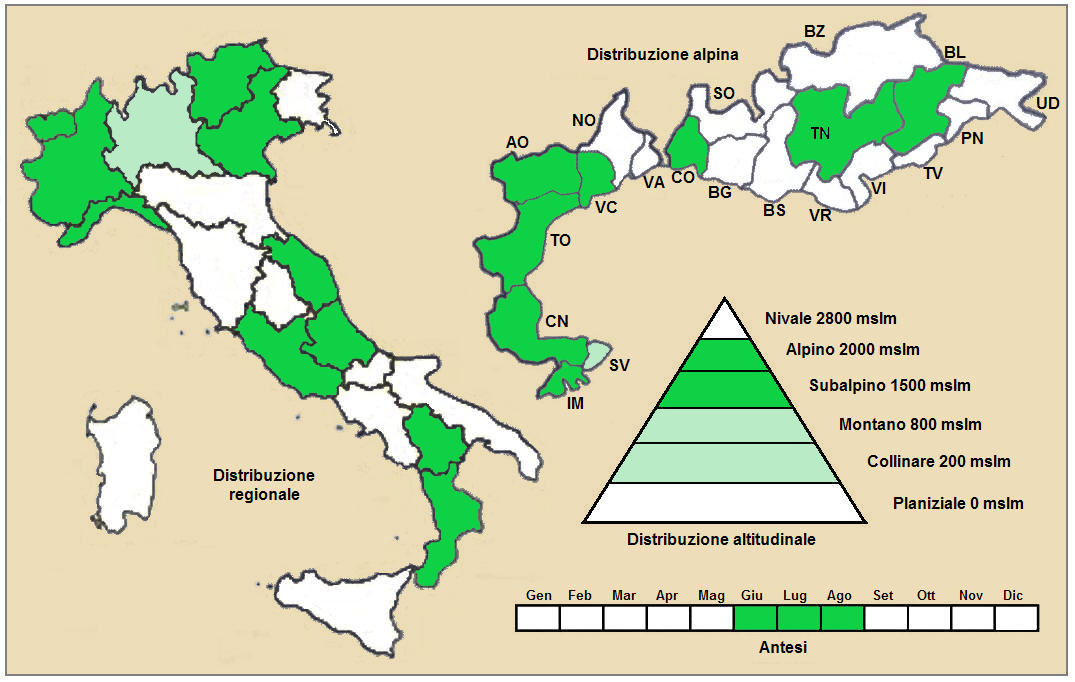
Distribuzione della pianta
(Distribuzione regionale – Distribuzione alpina)

- Geoelemento: il tipo corologico (area di origine) è Orofita - Eurasiatico o anche Orofita - Sud Europeo.
- Distribuzione: in Italia è una specie rara e si trova a quote montane sia sulle Alpi e che sull'Appennino ma con discontinuità. Fuori dall'Italia, sempre nelle Alpi, questa specie si trova in Francia (tutti i dipartimenti alpini) e in Svizzera nel cantone Vallese. Sugli altri rilievi europei collegati alle Alpi si trova nel Massiccio del Giura, Pirenei, Monti Balcani e Carpazi.[16] Si trova anche in Siberia, in Asia Minore e nel Caucaso.[12]
- Habitat: l'habitat tipico sono i greti e i pendii sassosi; ma anche le praterie rase alpine e subalpine. Il substrato preferito è calcareo con pH basico, bassi valori nutrizionali del terreno che deve essere secco.[16]
- Distribuzione altitudinale: sui rilievi queste piante si possono trovare a 1.500 fino a 2.500 m s.l.m. (raramente scende sotto i 600 m s.l.m.); frequentano quindi i seguenti piani vegetazionali: subalpino e alpino (oltre in parte a quelli montani e collinari).

### Fitosociologia
Dal punto di vista fitosociologico alpino la specie di questa scheda appartiene alla seguente comunità vegetale:
- Formazione: Comunità delle praterie rase dei piani subalpino e alpino con dominanza di emicriptofite

- Classe: Elyno-Seslerietea variae;

- Ordine: Seslerietalia variae;

- Alleanza: Seslerion variae.

## Tassonomia
La famiglia di appartenenza della specie (Lamiaceae), molto numerosa con circa 250 generi e quasi 7000 specie, ha il principale centro di differenziazione nel bacino del Mediterraneo e sono piante per lo più xerofile (in Brasile sono presenti anche specie arboree). Per la presenza di sostanze aromatiche, molte specie di questa famiglia sono usate in cucina come condimento, in profumeria, liquoreria e farmacia. La famiglia è suddivisa in 7 sottofamiglie: il genere Scutellaria è descritto nella sottofamiglia Scutellarioideae. Nelle classificazioni più vecchie la famiglia Lamiaceae viene chiamata Labiatae.
Il genere Scutellaria comprende oltre 360 piante per cui le varie specie sono ripartite in alcune sezioni. La specie di questa voce è circoscritta nella sezione Lupulinaria che ha le seguenti caratteristiche generali:
- le brattee dell'infiorescenza sono membranose;
- i fiori sono raccolti in spighe o in infiorescenze con forme tetragone subracemose (raramente sono unilaterali).

Il numero cromosomico di S. alpina è: 2n = 22 e 28.

### Sinonimi
L'entità di questa voce ha avuto nel tempo diverse nomenclature. L'elenco seguente indica alcuni tra i sinonimi più frequenti:
- Cassida alpina (L.) Moench
- Scutellaria albida  Benth.
- Scutellaria alpina var. lupulina  (L.) Nyman
- Scutellaria alpina var. prostrata  Trautv.
- Scutellaria compressa  A.Ham.
- Scutellaria jabalambrensis  Pau
- Scutellaria lupulina  L.
- Scutellaria variegata  A.Spreng.
- Scutellaria viscida  A.Spreng.

## Altre notizie
La scutellaria delle Alpi in altre lingue è chiamata nei seguenti modi:
- (DE)  Alpen-Helmkraut, Alpen-Schildkraut
- (FR)  Scutellaire des Alpes
- (EN)  Alpine Skullcap